# Zenner
Contor Group este o companie producătoare de contoare de apă și energie termică din România.

## Contor Group în România
Contor Group România a încheiat anul 2004 cu o cifră de afaceri de 14,5 milioane euro și 500 de angajați.